# آیرا دوبی
آیرا دوبی (به انگلیسی: Ira Dubey) بازیگر هندی است.
از کارهای معروف او می‌توان به بازی در فیلم زندگی عزیز اشاره کرد.
او فرزند لیلیت دوبی است.

## فیلم‌شناسی
فهرست برخی از فیلم‌هایی که آیرا دوبی در آن‌ها به ایفای نقش پرداخته است:
- ماریگولد-۲۰۰۷
- عایشا-۲۰۱۰
- زندگی عزیز-۲۰۱۶